# Limba noastră
| Versió Instrumental |
|                     |
|                     |
|                     |

Limba noastră en (en català, la Nostra Llengua) és l'himne nacional de la República de Moldàvia des del 1994. La lletra va ser escrita pel poeta romanès Alexei Mateevici (1888 - 1917) nascut a Besarabia i la música va ser composta per Alexandru Cristea (1890 - 1942). El poema original conté dotze estrofes, de les quals cinc van ser usades per a l'himne. Estan marcades en negreta.
Abans del 1994, l'himne de la República de Moldàvia va ser el mateix que l'himne de Romania. Les autoritats comunistes van usar la poesia com a lletra de l'himne, argumentant que no s'especifica si es tracta de l'idioma romanès o de l'idioma moldau, encara que el concepte de "llengua moldava" ni existia en el temps d'Alexei Mateevici. El vers "va despertar de la son de la mort" fa pensar en la lletra de l'himne de Romania.

## Limba noastră
Limba noastră-io comoară
În adâncuri înfundată
Un şirag de Piatra Rara
Pe moşie revărsată.
Limba noastră-i foc ce crema
Intr-1 neam, ce fără veste
Sa trezit din somn de moarte
Ca Viteazul din poveste.
Limba noastră-i Numai cântec,
Doina dorurilor noastre,
Roi de fulgere, ce SPINTEC
Nouri Negri, Zari albastre.
Limba noastră-i graiul pâinii,
Cand de VANT es Misca vara;
In rostirea ei bătrânii
Cu sudori sfinţit-au tara.
Limba noastră-i Frunza verd,
Zbuciumul din Codrii veşnici,
Nistrul lin, ce-n valuri perd
Ai luceferilor sfeşnici.
Nu veţi plânge-atunci amarnic,
Ca vaig veure-i limba prea saraca,
Şi-ti Vedea, CAT II de darnic
Graiul Ţării noastre Draga.
Limba noastră-i Vechi izvoade.
Povestiri din alte vremuri;
Şi citindu-li 'nşirate, -
Et-nfiori adânc şi tremuri.
Limba noastră Ii aleasă
Să ridice slava-n ceruri,
Să ne spiue-n Hram şi-ACASA
Veşnicele adevăruri.
Limba noastra-i Limba Sfanta,
Limba vechilor cazanii,
Care o plâng şi care o canta
Pe la Vatra lor ţăranii.
Înviaţi-Va donar graiul,
Ruginit de multa vreme,
Stergeţi slinul, mucegaiul
A l'uitării 'n care geme.
Strângeţi Piatra lucitoare
Ce din Soare es aprinde -
Şi-ti avea în revărsare
Un potop nou de cuvinte.
Răsări-va o comoară
În adâncuri înfundată,
Un şirag de Piatra Rara
Pe moşie revărsată.

## Traducció
Traducció no oficial:
La nostra llengua és un tresor

Submergit en grans abismes

Un rosari de pedres rares

Escampades sobre l'antiga terra.

La nostra llengua és foc que crema

En un poble, que de cop i volta

Va despertar de la son de la mort

Com el valent dels contes.

La nostra llengua és pura música,

El càntic dels nostres anhels,

Eixam de raigs, que travessen

Negres núvols i horitzons blaus.

La nostra llengua és la veu de el pa,

Mogut a l'estiu pel vent,

Parlant-lo, els vells

Amb la seva suor van santificar el país.

La nostra llengua és una fulla verda,

El tumult dels boscos eterns,

El tranquil Nistru, que en les seves ones perd

Les torxes dels estels.

No plorareu amb amargor

Per la pobresa de la vostra llengua,

Veureu que generosa és

La parla del nostre estimat país.

La nostra llengua és antigues cròniques.

Contes de temps oblidats;

Passant per les seves pàgines

T'estremeixes i tremoles.

La nostra llengua va ser triada

A aixecar lloances als cels,

Per parlar en altars i en cases

La saviesa de la veritat eterna.

La nostra llengua és llengua santa,

Llengua d'antics sofriments,

Que ploren i que canten

A la seva terra ancestral els camperols.

Ressusciteu per tant la vostra parla,

Corroïda pel temps,

Traieu el greix i la floridura

De l'oblit en la qual va ser sumida.

Recolliu la pedra brillant

Encesa pel mateix sol -

I tindreu al vessant

Un diluvi nou de paraules.

Ressuscitarà un tresor

Submergit en grans abismes,

Un rosari de pedres rares

Escampades sobre la vella terra.